# まるっと!サタデー
『まるっと!サタデー』は、2019年7月6日から2023年3月25日 まで毎週土曜日の早朝にTBS系列で放送されていた情報・報道番組。TBSテレビ本社スタジオからの生放送で、2021年10月2日以降の放送時間は5時30分から7時30分（一部のネット局では5時45分から5時59分の『JNNニュース』のみ放送、いずれもJST）。略称は「まるサタ」（新聞番組表でもこの略称でクレジットされていた）。

## 概要
ローカルセールス枠での事前収録番組だった『上田晋也のサタデージャーナル』の後番組 で、前々番組の『報道LIVE あさチャン!サタデー』（2017年3月終了）以来の生放送番組。『JNN NEWS』を内包する時間帯（5:45 - 5:59） に限って、JNNに加盟する全28局で放送されている。
当番組では、放送週に報じられたニュースから当事者のコメントに着目。全編でリアルタイム字幕放送を実施しているほか、『JNN NEWS』には、東京手話通訳等派遣センター所属の手話通訳者も出演している。
2021年9月25日までは5:30 - 7:00に放送されていたが、2020東京オリンピック・パラリンピックの応援番組『東京VICTORY』が両大会の閉幕に伴って終了したことを受けて、放送時間を5:30 - 7:30に拡大。これを機に番組のロゴやコーナーなどを刷新したほか、初回からテーマソングに使われていたクランベリーズの『Dreams』（アコースティックバージョン） を、KEYTALKの「愛文」に変更している。
メインキャスターには、TBSテレビのアナウンサーを代々起用。当番組のスタジオセットから放送される『JNN NEWS』のキャスターも兼務している。番組開始当初は駒田健吾と田村真子が担当していたが、2021年4月3日から田村に代わって山形純菜を起用。同年10月2日からは、駒田に代わって山内あゆが山形とのコンビで出演している。
2022年5月21日放送分から、番組開始以来初めて大幅なリニューアルを敢行。コーナーの刷新やテロップデザインが一新されたほか、週替わりゲスト枠も廃止された。

### 番組の終焉
2023年4月15日から『夜明けのラヴィット!』（2021年4月から平日の午前中に放送されている『ラヴィット!』からのスピンオフ番組）が毎週土曜日の5:45 - 7:30に編成されることを前に、同年3月25日で放送を終了した。ちなみに、田村は『ラヴィット!』の開始を機に当番組のメインキャスターからアシスタントへ異動していて、放送上は土曜日早朝のレギュラー番組への出演を『夜明けのラヴィット!』で再開。当番組へ内包されていた『JNN NEWS』は、単独番組に戻したうえで、4月1日から放送時間を5:30  - 5:45に繰り上げている。ただし、『夜明けのラヴィット!』は当番組と違って事前収録で、当番組のネット局の一部（信越放送・毎日放送・RSK山陽放送）では放送していない。

## 出演者
特記しない限り、出演期間中はTBSテレビの現職アナウンサー。

### 番組終了時点での出演者

#### メインキャスター
- 山内あゆ（2021年10月2日 - ）[注 8][注 9]　※土曜早朝の生放送番組へのレギュラー出演は、『みのもんたのサタデーずばッと』でコーナーキャスターを担当して以来11年振り。
- 山形純菜（2021年4月3日 - 、同年9月までは『東京VICTORY』[注 10]『はやドキ!』にも出演）[注 11][3]

上記のキャスターから少なくとも1名が休演する場合には、宇内梨沙、近藤夏子、赤荻歩、野村彩也子、小沢光葵などが担当する。

#### サブキャスター
- 金井憧れ（フリーアナウンサー、2021年4月3日 - 、2021年9月まで金曜のみ『はやドキ!』にも出演）[3][9][注 12]

#### 気象予報士
- 増田雅昭（ウェザーマップ所属、平日の『あさチャン!』（2021年9月まで）→『THE TIME,』[注 13]（2021年10月以降）にも出演）[3]※代役は森朗が担当する。

#### リポーター
- 宇内梨沙
- 近藤夏子[注 14]
- 渡部峻
- 齋藤慎太郎
- 野村彩也子
- 佐々木舞音

### 過去の出演者

#### メインキャスター
- 駒田健吾（番組開始 - 2021年9月25日）[10]
- 田村真子（番組開始 - 2021年3月27日）[3][注 15]

#### アシスタントキャスター
- 樺島彩（フリーアナウンサー、番組開始 - 2021年3月）[3][注 16]

#### コメンテーター → ゲスト
2021年10月2日から2022年5月14日までは毎週1～2名の週替わりゲストが出演。下記は出演頻度が高い人物のみ記載（2021年9月まで）。
- LiLiCo[注 17]（映画コメンテーター、タレント）
- 伊沢拓司（クイズプレーヤー）
- 厚切りジェイソン（タレント）
- 山口真由（ニューヨーク州弁護士）
- 岸田雪子（フリーアナウンサー、元日本テレビ報道局記者）
- 堤伸輔（新潮社学芸出版部編集委員、2021年9月までは『あさチャン!』にも出演）
- 村瀬哲史（東進ハイスクール地理科講師）

ほか

#### キャスターの変遷
| 期間       | 期間       | メインキャスター （MC） | メインキャスター （MC） | アシスタントキャスター ↓ サブキャスター | 気象予報士 |
| ---------- | ---------- | ----------------------- | ----------------------- | --------------------------------------- | ---------- |
| 2019.07.06 | 2021.03.27 | 駒田健吾                | 田村真子                | 樺島彩                                  | 増田雅昭   |
| 2021.04.03 | 2021.09.25 | 駒田健吾                | 山形純菜                | 金井憧れ                                | 増田雅昭   |
| 2021.10.02 | 2023.03.25 | 山内あゆ                | 山形純菜                | 金井憧れ                                | 増田雅昭   |

## 主なコーナー・タイムテーブル
| 時刻  | コーナー                                                             | 備考 |
| 第1部 | 第1部                                                                | 第1部 |
| ----- | -------------------------------------------------------------------- | --- |
| 5:30  | オープニング                                                         | |
| 5:31  | 朝イチ PICK UP!                                                      | |
| 5:45  | JNN NEWS                                                             | - JNN協定発動 - 『JNNニュース』汎用のオープニングCGやBGMは使用せず、当番組のテーマを使用し、アニメーションや「JNN NEWS」のロゴ表示は無くスタジオの映像のみとなる。 - テロップに関しても一部を除き当番組に準ずる。 - IBC岩手放送・テレビユー福島・新潟放送・静岡放送・北陸放送・山陰放送・テレビ山口・長崎放送・熊本放送・宮崎放送・琉球放送はこのパートのみネット。（一部系列局は『JNN NEWS』のロゴを独自に挿入） - 中国放送は5:59飛び降り。 |
| 第2部 |                                                                      | |
| 5:59  | 第2部オープニング・ニュースJournal                                   | |
| 6:20  | 週末得ナビ                                                           | |
| 6:25  | 技ありスポーツSHOW                                                   | |
| 6:35  | 知っ得!天気                                                          | - 一部系列局ではローカルニュース・天気に差し替え。 |
| 6:40  | ニュースJournal                                                      | |
| 6:58  | 知っ得!天気                                                          | |
| 7:02  | ニュースJournal                                                      | |
| 7:06  | ニュース得総研 / まるっと気になるワード / 得ペディア                 | |
| 7:29  | イヴルルド遙華がお届け まるっと！誕生月占い / エンディング・番組終了 | |
| 7:30  | ステブレレスで次番組『所さんお届けモノです!』に接続。                | |

## ネット局と放送時間
- 排他協定が発動する『JNN NEWS』全国枠を除き、前番組『上田晋也のサタデージャーナル』と同様に全編ローカルセールス枠で、5時45分[注 18][注 19] に飛び乗りポイントが設けられていたため、TBSテレビ以外の通常時フルネットで放送する局であっても、編成の都合により臨時に5時45分飛び乗り（『JNN NEWS』のみのネットになる場合も含む）に変更する場合がある一方、通常時5時45分飛び乗りとする局が非常事態等発生時や特別編成実施時を中心に臨時フルネットで放送する場合があった。
- TBSテレビ以外のネット局では『JNN NEWS』パート内のローカル枠で自社差し替えを行なっていた[注 20]。

| 放送対象地域   | 放送局                    | 系列    | 放送時間         | ネット状況                              | 備考       |
| -------------- | ------------------------- | ------- | ---------------- | --------------------------------------- | ---------- |
| 関東広域圏     | TBSテレビ（TBS）          | TBS系列 | 土曜 5:30 - 7:30 | 【制作局】                              | 【制作局】 |
| 北海道         | 北海道放送（HBC）         | TBS系列 | 土曜 5:30 - 7:30 | フルネット                              |            |
| 青森県         | 青森テレビ（ATV）         | TBS系列 | 土曜 5:30 - 7:30 | フルネット                              |            |
| 宮城県         | 東北放送（tbc）           | TBS系列 | 土曜 5:30 - 7:30 | フルネット                              |            |
| 山形県         | テレビユー山形（TUY）     | TBS系列 | 土曜 5:30 - 7:30 | フルネット                              |            |
| 山梨県         | テレビ山梨（UTY）         | TBS系列 | 土曜 5:30 - 7:30 | フルネット                              |            |
| 長野県         | 信越放送（SBC）           | TBS系列 | 土曜 5:30 - 7:30 | フルネット                              |            |
| 富山県         | チューリップテレビ（TUT） | TBS系列 | 土曜 5:30 - 7:30 | フルネット                              |            |
| 中京広域圏     | CBCテレビ（CBC）          | TBS系列 | 土曜 5:30 - 7:30 | フルネット                              |            |
| 近畿広域圏     | 毎日放送（MBS）           | TBS系列 | 土曜 5:30 - 7:30 | フルネット                              | [ 注 22 ]  |
| 岡山県・香川県 | RSK山陽放送（RSK）        | TBS系列 | 土曜 5:30 - 7:30 | フルネット                              | [ 注 21 ]  |
| 愛媛県         | あいテレビ（itv）         | TBS系列 | 土曜 5:30 - 7:30 | フルネット                              |            |
| 高知県         | テレビ高知（KUTV）        | TBS系列 | 土曜 5:30 - 7:30 | フルネット                              |            |
| 福岡県         | RKB毎日放送（RKB）        | TBS系列 | 土曜 5:30 - 7:30 | フルネット                              | [ 注 23 ]  |
| 大分県         | 大分放送（OBS）           | TBS系列 | 土曜 5:30 - 7:30 | フルネット                              |            |
| 鹿児島県       | 南日本放送（MBC）         | TBS系列 | 土曜 5:30 - 7:30 | フルネット                              |            |
| 広島県         | 中国放送（RCC）           | TBS系列 | 土曜 5:30 - 6:00 | 5時台のみネット                         | [ 注 25 ]  |
| 岩手県         | IBC岩手放送（IBC）        | TBS系列 | 土曜 5:45 - 6:00 | 『JNNニュース』 （5:45 - 5:59）のみ放送 | [ 注 26 ]  |
| 福島県         | テレビユー福島（TUF）     | TBS系列 | 土曜 5:45 - 6:00 | 『JNNニュース』 （5:45 - 5:59）のみ放送 | [ 注 27 ]  |
| 新潟県         | 新潟放送（BSN）           | TBS系列 | 土曜 5:45 - 6:00 | 『JNNニュース』 （5:45 - 5:59）のみ放送 | [ 注 28 ]  |
| 静岡県         | 静岡放送（SBS）           | TBS系列 | 土曜 5:45 - 6:00 | 『JNNニュース』 （5:45 - 5:59）のみ放送 | [ 注 29 ]  |
| 石川県         | 北陸放送（MRO）           | TBS系列 | 土曜 5:45 - 6:00 | 『JNNニュース』 （5:45 - 5:59）のみ放送 | [ 注 30 ]  |
| 鳥取県・島根県 | 山陰放送（BSS）           | TBS系列 | 土曜 5:45 - 6:00 | 『JNNニュース』 （5:45 - 5:59）のみ放送 |            |
| 山口県         | テレビ山口（tys）         | TBS系列 | 土曜 5:45 - 6:00 | 『JNNニュース』 （5:45 - 5:59）のみ放送 |            |
| 長崎県         | 長崎放送（NBC）           | TBS系列 | 土曜 5:45 - 6:00 | 『JNNニュース』 （5:45 - 5:59）のみ放送 |            |
| 熊本県         | 熊本放送（RKK）           | TBS系列 | 土曜 5:45 - 6:00 | 『JNNニュース』 （5:45 - 5:59）のみ放送 | [ 注 31 ]  |
| 宮崎県         | 宮崎放送（MRT）           | TBS系列 | 土曜 5:45 - 6:00 | 『JNNニュース』 （5:45 - 5:59）のみ放送 |            |
| 沖縄県         | 琉球放送（RBC）           | TBS系列 | 土曜 5:45 - 6:00 | 『JNNニュース』 （5:45 - 5:59）のみ放送 | [ 注 32 ]  |

## テーマ曲
- 2019年7月6日 - 2021年9月25日：クランベリーズ「Dreams（アコースティックバージョン）」
- 2021年10月2日 - 2022年4月2日：KEYTALK「愛文」[13]
- 2022年4月16日 - 2022年10月1日：I Don't Like Mondays.「空の青さにみせられて」[14]
- 2022年10月8日 - 2023年3月25日：ナオト・インティライミ「You Make My Day」[15]

## 重大ニュース・特別番組放送時の対応
基本として毎年4月（第2日曜日の前日）には、『マスターズゴルフ・第2日』中継のため休止。2020年には、新型コロナウイルス感染拡大の影響で大会の開催が当初予定の4月9日 - 12日から11月12日 - 15日（いずれも現地時間）に延期されたことに伴って、11月13日に当番組の休止措置を講じた。また、年末年始期間には当番組を休止したうえで、特別番組（1月1日が土曜日の場合には初日の出のリレー中継番組や『ニューイヤー駅伝』の中継直前番組）の生放送枠や再放送枠に充てていた。
他にも、以下の事情で当番組を休止することがあった。
- 2019年9月28日・10月5日 - 前日の深夜から『世界陸上2019ドーハ』中継を放送したことに伴って休止。通常は当番組に内包される『JNN NEWS』を、中継内に数分間挿入した。
- 2022年7月16日・23日 - いずれも『世界陸上2022オレゴン』の期間中で、16日に1日目の中継（6時 - 12時30分）・23日に8日目の中継（7時 - 12時30分）を放送するため前者は休止[注 33]・後者は30分短縮。

## スタッフ
- ナレーター - 春山誉賜弥[16]（開始日不明 - ）、鈴木崚汰[17]（2022年6月4日 - ）
- 総合演出 - 新井康孝
- プロデューサー - 森下智己→杉本純基、桃井良人
- 制作プロデューサー - 辻丸良明（TBS）→村田典子（TBS）
- チーフディレクター - 桃井良人→小高望
- 制作協力 - TBS SPARKLE
- 製作著作 - TBS[3]

### 過去のスタッフ
- ナレーター - 長島真祐[18]（番組開始 - 2021年3月27日）